# Wire (programari)
Wire és una aplicació multiplataforma que actua de client per a enviar missatges instantanis i encriptats, creat per l'empresa Wire Swiss. El seu programari empra la xarxa d'internet per a realitzar trucades de veu i vídeo, enviar text, arxius, vídeos i àudios. Es pot optar a aplicacions client diferents i cal un número de telèfon o un registre via correu electrònic. La qualitat de so de les trucades d'àudio és un dels principals actius de wire. Molts empleats que havien treballat a Skype (també el cofundador Janus Friis) han col·laborat a Wire.

## Característiques
- Wire permet trucades de grups fins a 10 participants.
- Wire proveeix encriptació d'inici a final mitjançant Proteus que és un protocol de xifrat basat en el Protocol Signal.
- Les trucades de veu estan encriptades amb DTLS i SRTP, les trucades de vídeo amb RTP. La comunicació també està protegida amb TLS (Transport Layer Security).